# Hans-Wilhelm Ebeling

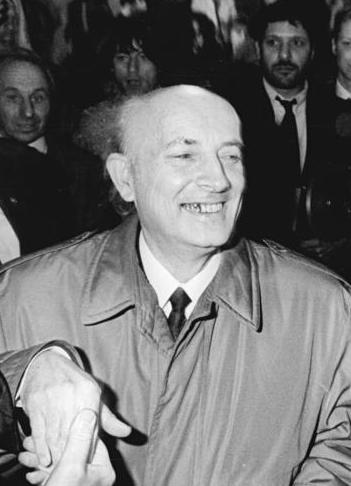
Ebeling bei einer CDU-Wahlparty zur Volkskammerwahl am 18. März 1990 in Leipzig

Hans-Wilhelm Ebeling (* 15. Januar 1934 in Parchim; † 11. November 2021 in Leipzig) war ein deutscher evangelischer Geistlicher und Politiker (DSU, CDU). Er war von 1976 bis 1990 Pfarrer an der Leipziger Thomaskirche. Während der Wende in der DDR war er von Januar bis Mai 1990 Vorsitzender der Deutschen Sozialen Union sowie von April 1990 bis zur Wiedervereinigung im Oktober 1990 Minister für wirtschaftliche Zusammenarbeit im Kabinett von Lothar de Maizière.

## Leben
Ebelings Vater war Offizier beim Oberkommando des Heeres und fiel 1945 bei Danzig. Ein entfernter Vorfahr mütterlicherseits ist der Dichter Ernst Moritz Arndt. Er wuchs in Greifswald, nach 1945 in Calau in der Niederlausitz auf. Nach dem Abitur in Forst (Lausitz) arbeitete er kurzzeitig als Schmelzer im Eisenhüttenkombinat Ost und absolvierte dann von 1952 bis 1954 eine Schlosserlehre beim Reichsbahnausbesserungswerk Cottbus. Von 1954 bis 1957 studierte Ebeling Maschinenbau an der Technischen Hochschule Dresden und von 1957 bis 1962 Evangelische Theologie an der Karl-Marx-Universität Leipzig. Nach dem Abschluss als Diplom-Theologe war er bis 1964 Vikar in Vetschau/Spreewald, 1964–1976 Pfarrer in Lieberose (Kreis Beeskow) und ab 1976 an der Thomaskirche in Leipzig.
Er galt den staatlichen Stellen der DDR gegenüber als besonders loyal und wurde einem anderen Leipziger Pfarrer von Stasi-Offizieren als Beispiel problemloser Zusammenarbeit genannt. Während in anderen Kirchen der Innenstadt seit 1982 Friedensgebete stattfanden, blieb die Thomaskirche bis zum 9. Oktober 1989 der Protestbewegung verschlossen. Von Christian Führer zu Solidarität mit den anderen Pfarrern aufgefordert, versuchte er noch Anfang Oktober 1989, das bevorstehende Montagsgebet zu verhindern. Erst unter großem Druck – der Kirchenvorstand der Thomaskirche erzwang eine Abstimmung – ließ er am 9. Oktober die Kirchentore öffnen.

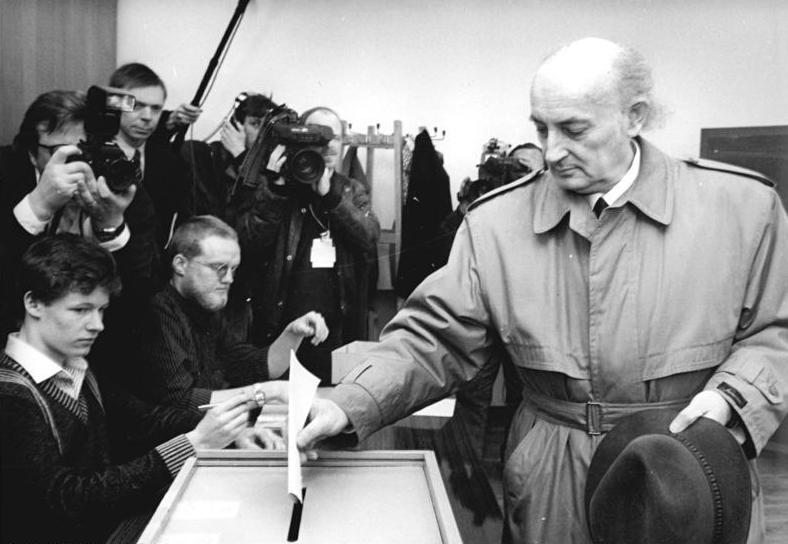
Hans-Wilhelm Ebeling bei der Stimmabgabe zur Volkskammerwahl 1990

Während der friedlichen Revolution in der DDR war er im Dezember 1989 neben Peter-Michael Diestel Mitbegründer der Christlich-Sozialen Partei Deutschlands (CSPD). Diese ging am 20. Januar 1990 mit elf anderen kleinen konservativen und christlichen Parteien in der Deutschen Sozialen Union (DSU) auf, deren erster Vorsitzender Ebeling wurde. Er führte sie in ein Bündnis mit der Ost-CDU und dem Demokratischen Aufbruch – die Allianz für Deutschland – das die erste und letzte freie Volkskammerwahl am 18. März 1990 gewann. Ebeling war anschließend bis zum Ende der DDR mit der deutschen Wiedervereinigung am 3. Oktober 1990 Mitglied der Volkskammer. In der Regierung de Maizière war Ebeling von April bis Oktober Minister für wirtschaftliche Zusammenarbeit. Als sein Nachfolger als DSU-Vorsitzender Hansjoachim Walther die Partei weiter nach rechts rückte, trat Ebeling am 2. Juli 1990 aus der DSU aus und in die CDU ein.
Bis zum Vorruhestand 1991 war er Mitarbeiter der Konrad-Adenauer-Stiftung, für die er Projekte in Angola und Vietnam evaluierte. Er lebte zuletzt im Leipziger Stadtteil Gundorf.
Hans-Wilhelm Ebeling wurde 1998 mit dem Bundesverdienstkreuz I. Klasse ausgezeichnet.